# Humoresques (Dvořák)

Humoresques (op. 101) est un cycle de huit pièces pour piano d'Antonín Dvořák. Elles ont été composées durant l'été 1894 alors que le compositeur séjourne à New-York aux États-Unis. Si ces miniatures étaient prévues à l'origine comme Nouvelles danses écossaises, le compositeur préféra le titre d'humoresque (courte pièce d'humeur et d'humour), de par leur variété et leur inspiration américaine.

## Histoire
Durant son séjour aux États-Unis, alors directeur du Conservatoire national de musique de New York de 1892 à 1895, Dvořák collecte de nombreux thèmes intéressants dans ses carnets de notes. Il utilise certaines de ces idées dans d'autres compositions, notamment dans la Symphonie no 9 « du Nouveau Monde », le Quatuor à cordes « Américain », le Quintette no 3 en mi bémol majeur et la Sonatine pour violon, mais d'autres restent inutilisés.
En 1894, Dvořák passe l'été à Vysoká u Příbrami en Bohème avec sa famille. Durant ces vacances, il commence à utiliser ce matériau pour composer un nouveau cycle de courtes pièces pour piano. Le 19 juillet 1894, il note la première humoresque en si majeur (actuellement no 6 du cycle). Cependant, il commence rapidement à créer des partitions pour les pièces qu'il souhaitait publier. La partition complète est achevée le 27 août 1894.
Le cycle est nommé Humoresques peu avant que Dvořák envoie la partition à son éditeur allemand F. Simrock qui la publie à l'automne de la même année.
L'éditeur tire avantage de la grande popularité de la septième Humoresque en produisant des arrangements pour de nombreux instruments et ensembles. La pièce est aussi publiée sous forme de chanson avec diverses paroles et arrangée pour chœur. La mélodie est utilisée pour thème de Rififi l'écureuil (Slappy Squirrel) dans la série d'animation Animaniacs. En 2004, le groupe vocal Beethoven's Wig l'utilise comme fondement d'une chanson intitulée Dvořák the Czechoslovak.

## Structure
1. Vivace (mi bémol mineur)
2. Poco andante (si majeur)
3. Poco andante e molto cantabile (la bémol majeur)
4. Poco andante (fa majeur)
5. Vivace (la mineur)
6. Poco allegretto (si majeur)
7. Poco lento e grazioso (sol bémol majeur)
8. Poco andante — Vivace — Meno mosso, quasi Tempo I (si bémol mineur)

## Inspiration
L'humoresque no 4 (Poco andante) a été composée d'après Le Chant de Hiawatha du poète Henry Longfellow. 
La no 7 (Poco lento e grazioso) s'inspire de la Valse en sol bémol majeur op. 70 no 1 de Frédéric Chopin.